# Dżihad Al Baour
Dżihad Al Baour (arab جهاد باعور; ur. 1 stycznia 1987 w Damaszku) – syryjski piłkarz, grający na pozycji obrońcy w klubie Riffa SC.

## Kariera klubowa
Dżihad Al Baour rozpoczął swoją zawodową karierę w 2005 roku w klubie Al-Jaish Damaszek. Z Al-Jaish zdobył dwa mistrzostwa Syrii w 2010 i 2013. Następnie grał w AC Tripoli, Al-Faysali Amman, Al-Jazeera Amman, Al-Wehda Club Mekka i Al-Ramtha SC.

## Kariera reprezentacyjna
W reprezentacji Syrii Al Baour zadebiutował 14 listopada 2010 w wygranym 2:0 towarzyskim meczu z Bahrajnem. W 2011 został powołany na Puchar Azji 2011, a w 2019 na Puchar Azji 2019.